# Lac de Combal
Pour les articles homonymes, voir Combal.
Le lac de Combal est un ancien lac valdôtain désormais comblé par les sédiments.

## Géographie
Il se trouve dans les Alpes, en amont de la langue terminale du glacier du Miage à son débouché dans le val Vény, contre la moraine de la Visaille. Il s'est créé lorsque le glacier du Miage s'est comporté comme un barrage naturel en obstruant partiellement le lit de la Doire de Vény. Dominé par l'aiguille de Combal et le Petit Mont-Blanc dans le massif du Mont-Blanc ainsi que le mont Fortin et le mont Percé dans les Alpes grées, le site est aujourd'hui occupé par une pelouse alpine humide dans laquelle serpentent de petits cours d'eau issus des torrents du vallon de la Lex blanche et des glaciers de d'Estellette et de la Lex-Blanche.

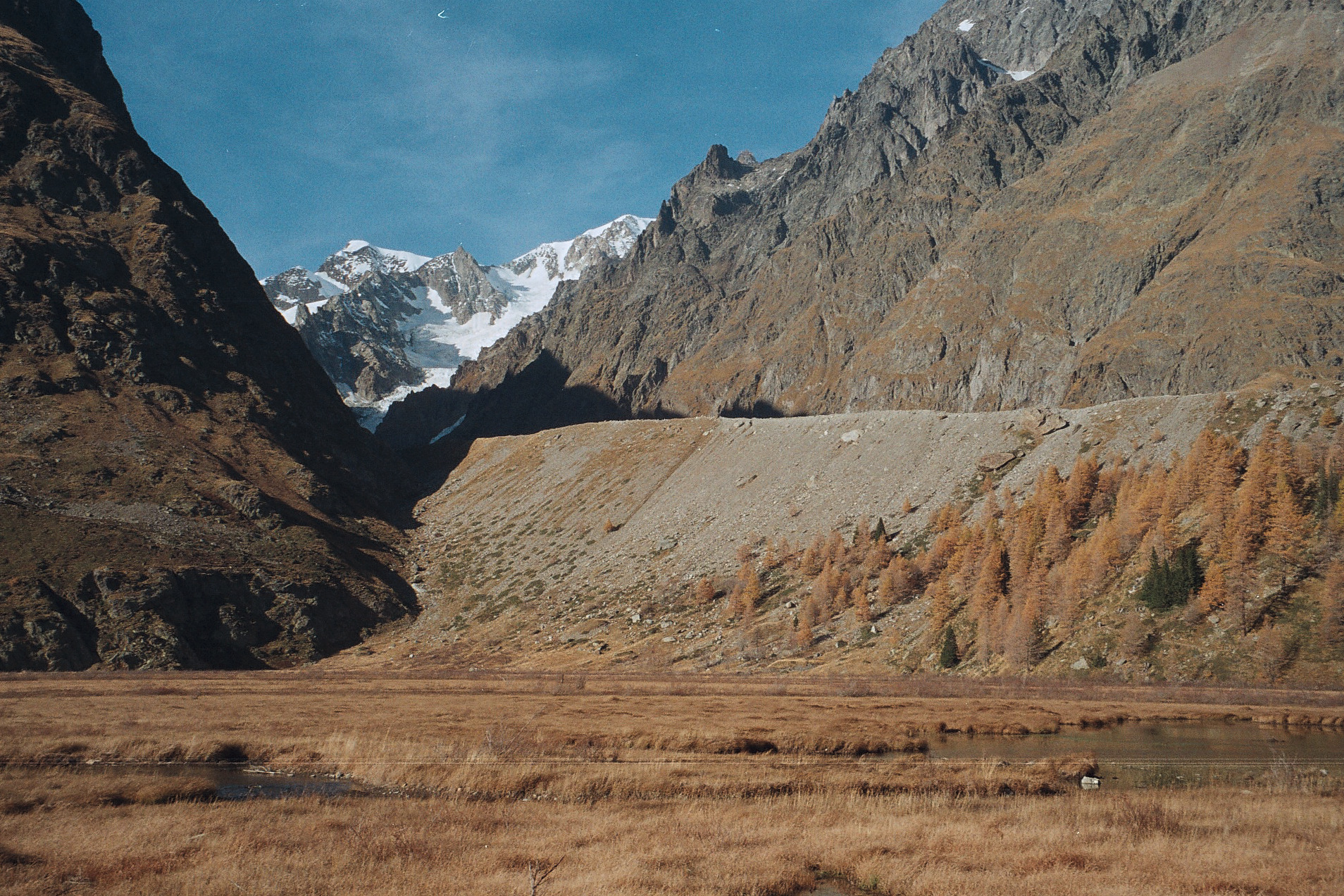
Vue d'une partie de l'ancien lac de Combal avec la moraine de la Visaille et la vallée du glacier du Miage en arrière-plan.
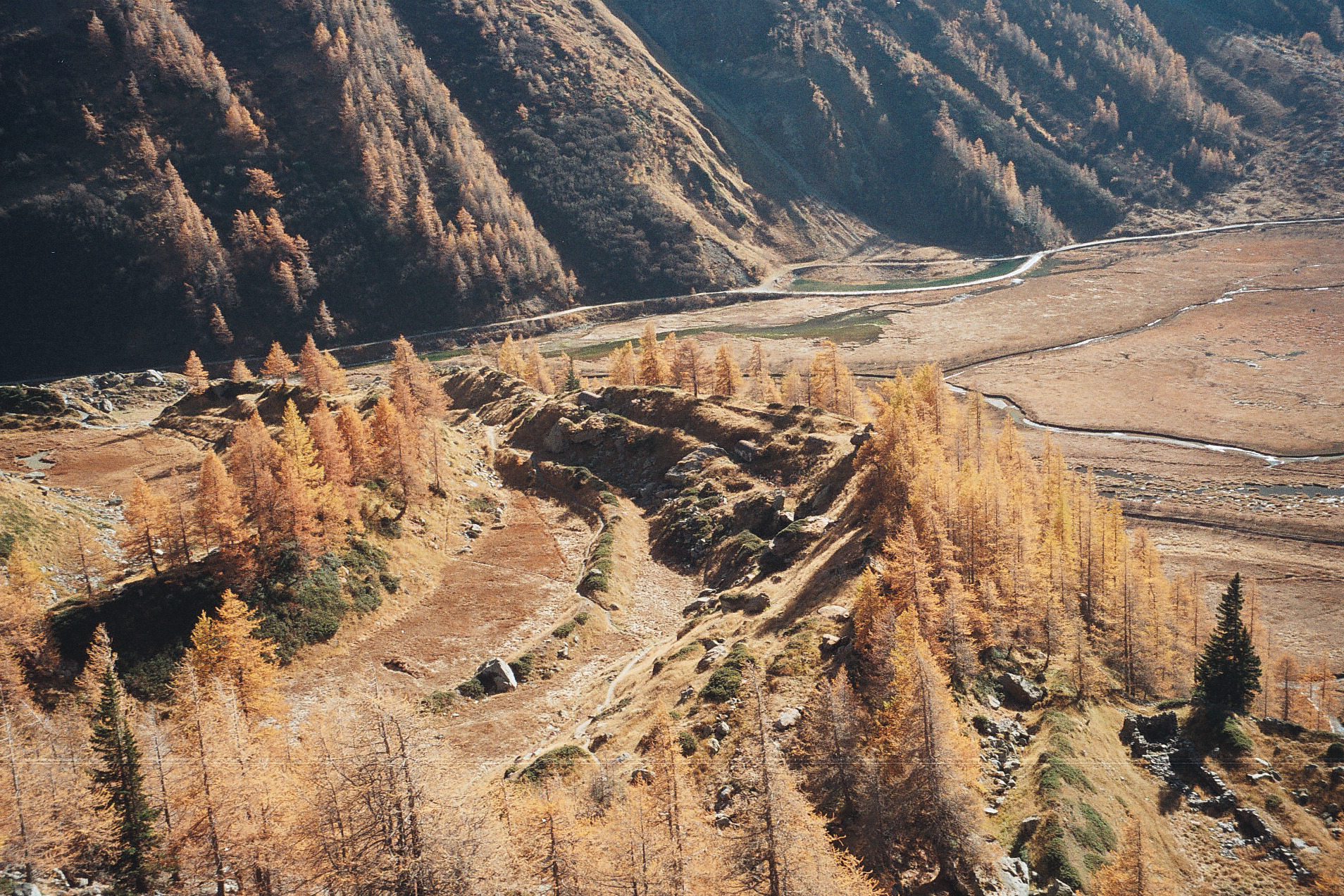
Vue des moraines terminales du glacier du Miage (non visible sur la gauche) avec l'extrémité orientale de l'ancien lac de Combal sur la droite.